# Oliver Hüsing
Oliver Hüsing (Bühren, 1993. február 17. –) német labdarúgó, aki jelenleg az 1. FC Heidenheim játékosa.

## Pályafutása
Oliver Hüsing 1993. február 17-én született egy alsó-szászországi faluban, Bührenben
A 193 cm magas belső védő 11 éves korában került a Werder Bremenhez, ahol végigjárta az utánpótlás-csapatokat.
Hüsing a harmadosztályú Werder II-ben 2012 áprilisában, 19 évesen mutatkozott be, majd 2014 decemberében, a Borussia Mönchengladbach ellen a Bundesligában is pályára léphetett.
A 2015-ös tavaszt kölcsönben töltötte a harmadosztályú Hansa Rostocknál, ahol jó teljesítményt nyújtott, így a 2015-16-os idényt ismét Brémában töltötte, de az élvonalban kevés lehetőséget kapott, a tartalékcsapatban viszont rendszeresen pályára lépett.
2016-tól a Ferencvárosi TC játékosa volt.

## Statisztika
2016. június 22-i  állapot szerint.
| Klub             | Szezon           | Bajnokság | Bajnokság | Kupa  | Kupa | Európa | Európa | Összesen | Összesen |
| Klub             | Szezon           | Mérk.     | Gól       | Mérk. | Gól  | Mérk.  | Gól    | Mérk.    | Gól      |
| ---------------- | ---------------- | --------- | --------- | ----- | ---- | ------ | ------ | -------- | -------- |
| Werder Bremen II | 2011–12          | 1         | 0         | 0     | 0    | –      | –      | 1        | 0        |
| Werder Bremen II | 2012–13          | 18        | 1         | 0     | 0    | –      | –      | 18       | 1        |
| Werder Bremen II | 2013–14          | 18        | 0         | 0     | 0    | –      | –      | 18       | 0        |
| Werder Bremen II | 2014–15          | 15        | 3         | 0     | 0    | –      | –      | 15       | 3        |
| Werder Bremen II | 2015–16          | 29        | 1         | 0     | 0    | –      | –      | 29       | 1        |
| Werder Bremen II | Összesen         | 81        | 5         | 0     | 0    | 0      | 0      | 81       | 5        |
| Werder Bremen    | 2014–15          | 2         | 0         | 0     | 0    | –      | –      | 2        | 0        |
| Werder Bremen    | 2015–16          | 1         | 0         | 0     | 0    | –      | –      | 1        | 0        |
| Werder Bremen    | Összesen         | 3         | 0         | 0     | 0    | 0      | 0      | 3        | 0        |
| Hansa Rostock    | 2014–15          | 16        | 2         | 0     | 0    | –      | –      | 16       | 2        |
| Hansa Rostock    | Összesen         | 16        | 2         | 0     | 0    | 0      | 0      | 16       | 2        |
| Ferencvárosi TC  | 2016–17          | 0         | 0         | 0     | 0    | 0      | 0      | 0        | 0        |
| Ferencvárosi TC  | Összesen         | 0         | 0         | 0     | 0    | 0      | 0      | 0        | 0        |
| Karrier összesen | Karrier összesen | 100       | 7         | 0     | 0    | 0      | 0      | 100      | 7        |

## Sikerei, díjai
- Werder Bremen II
  - Regionalliga Nord: 2014-2015
- Ferencvárosi TC
  - Magyar kupa: 2017